# Masovien
Masovien, Mazovia eller Masovia (polsk: Mazowsze, litauisk: Mazovija) var et fyrstendømme og en geografisk og historisk region i det østlige Polen ved Wisła. Masoviens historiske hovedstad var Płock, residens for de middelalderlige fyrster af Masovien. Senere flyttedes residensen til Warszawa. Nutidens voivodskab Masovien omfatter omtrent samme område.

## Tidlig historie
Masovien blev en del af Polen under Mieszko Is, den første kendte fyrste af Piast-slægten i Polen med regeringstid i slutningen af 900-tallet. Efter Mieszko IIs død i 1034 støttede den lokale guvernør Miecław et anti-kristent oprør, som senere blev slået ned af Kasimir I i 1047 med hjælp fra rutenske enheder.
Efter drabet på Boleslav III blev Polen delt i hertugdømmer. Efter den sidste masoviske fyrste Janusz IIIs død i 1526 blev fyrstedømmet et voivodskab i Kongeriget Polen. I slutningen af 1500-tallet voksede betydningen af Masovien, da Sigismund III Vasa i 1596 flyttede den polsk-litauiske realunions hovedstad fra Krakow til Warszawa i Masovien.

## Billeder fra Masovien
- Masovisk fyrsteslot i Czersk ved Wisła
- Masovisk fyrsteslot i Płock
- Kampinoski nationalpark
- Łomża domkirke